# Référendum de 2020 sur la taxation des achats de terrain en Californie
Un Référendum de 2020 sur la taxation des achats de terrain a lieu le 3 novembre 2020 en Californie. La population est amenée à se prononcer sur un amendement constitutionnel d'initiative populaire, dite Proposition 15, visant à taxer les terrains commerciaux et industriels, à l'exception de ceux liés à l’agriculture, sur leur valeur sur le marché et non sur leur valeur à l'achat.
La proposition échoue à recueillir le soutien de la majorité des suffrages.

## Résultats
| Choix                     | Votes      | %     |
| ------------------------- | ---------- | ----- |
| Pour                      | 8 213 054  | 48,03 |
| Contre                    | 8 885 569  | 51,97 |
|                           |            |       |
| Votes valides             | 17 098 623 | 96,14 |
| Votes blancs et invalides | 686 528    | 3,86  |
| Total                     | 17 785 151 | 100   |
| Abstention                | 4 262 297  | 19,33 |
| Inscrits/Participation    | 22 047 448 | 80,67 |

| Pour 8 213 054 (48,03 %) |  |  | Contre 8 885 569 (51,97 %) |
| ▲                        |  |  |                            |
| Majorité absolue         |  |  |                            |